# Macedonia de Nord la Concursul Muzical Eurovision
Macedonia de Nord a debutat la Concursul Muzical Eurovision în anul 1998. Inițial, Macedonia de Nord a participat la Eurovision în anul 1996 în semifinală, cu piesa "Samo ti" (Само ти), interpretată de Kaliopi, dar a ratat sa se califice în finală. Cel mai bun rezultat este locul 7, obținut în 2019 de Tamara Todevska cu piesa "Proud".

## Participări

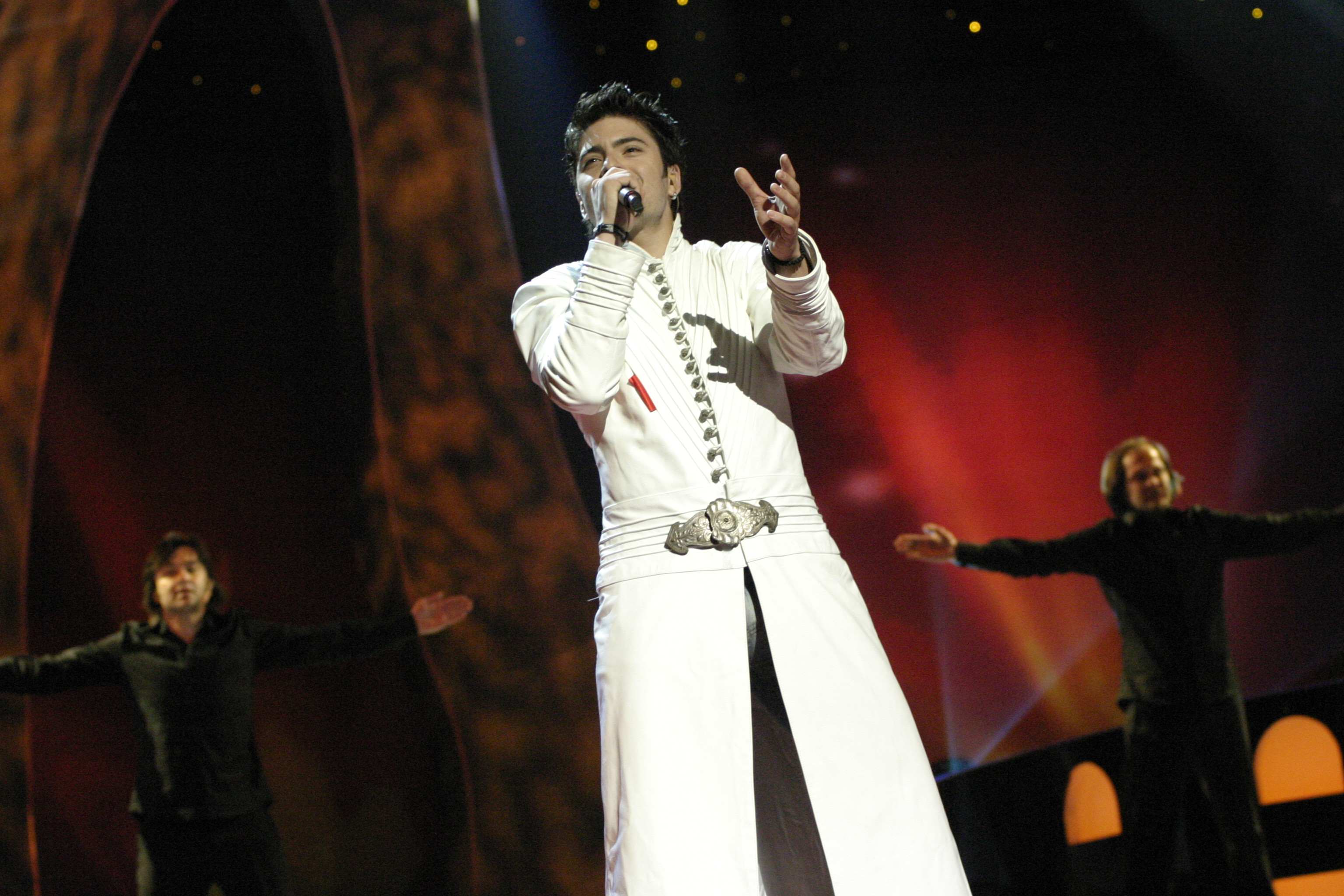
Toše Proeski în Istanbul (2004)

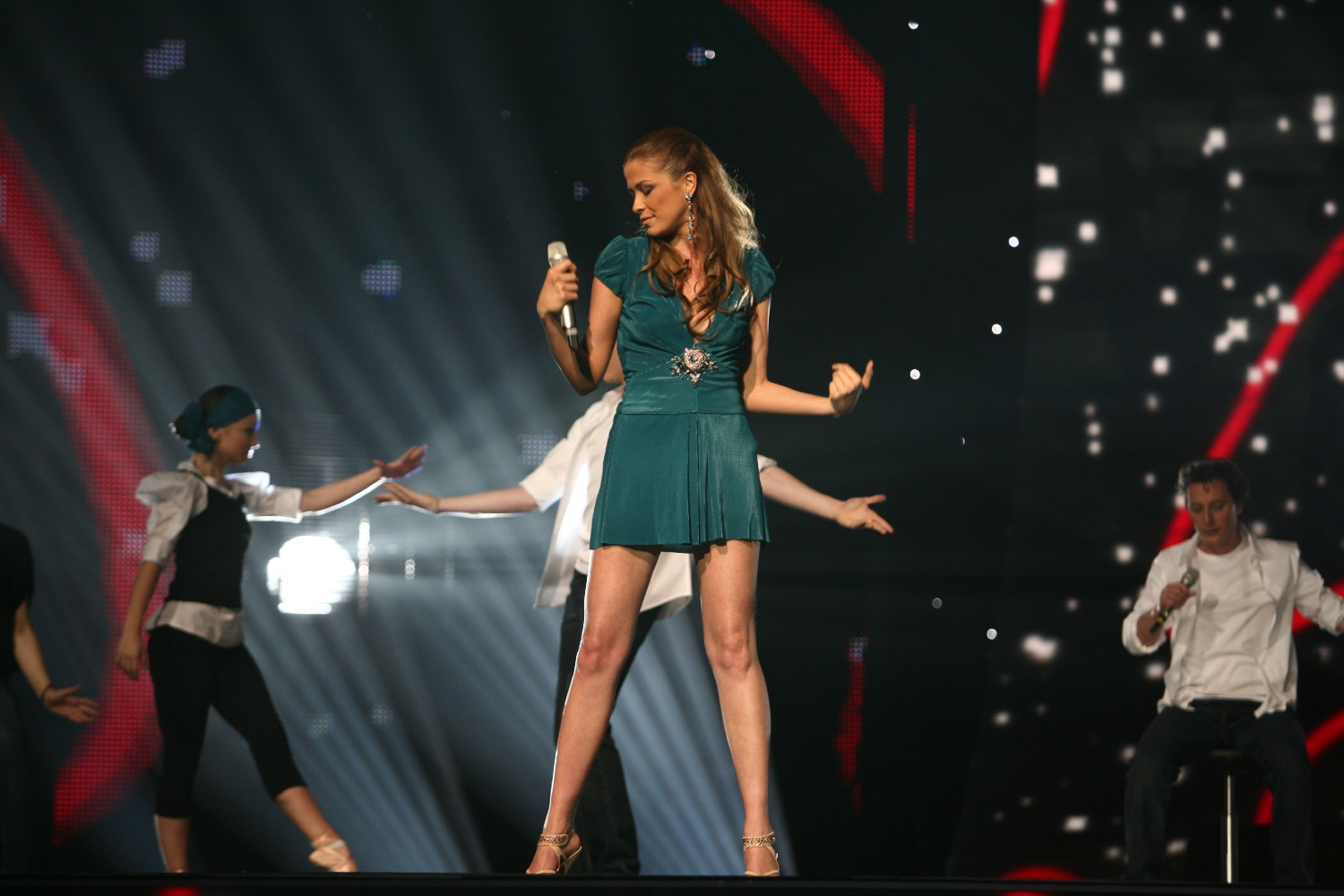
Karolina Gočeva în Helsinki (2007)

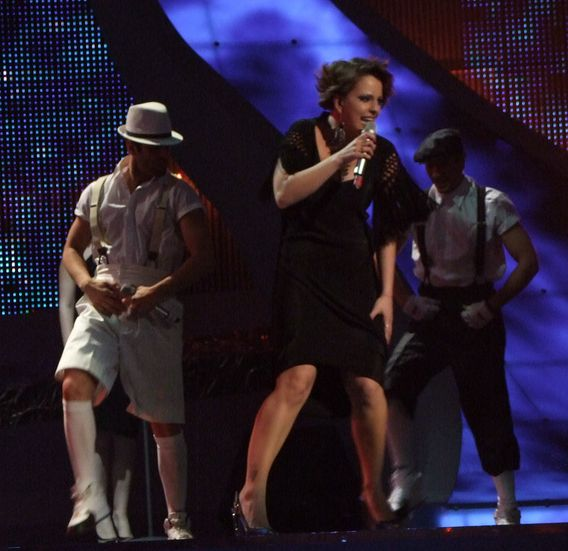
Tamara, Vrčak and Adrian în Belgrad (2008)

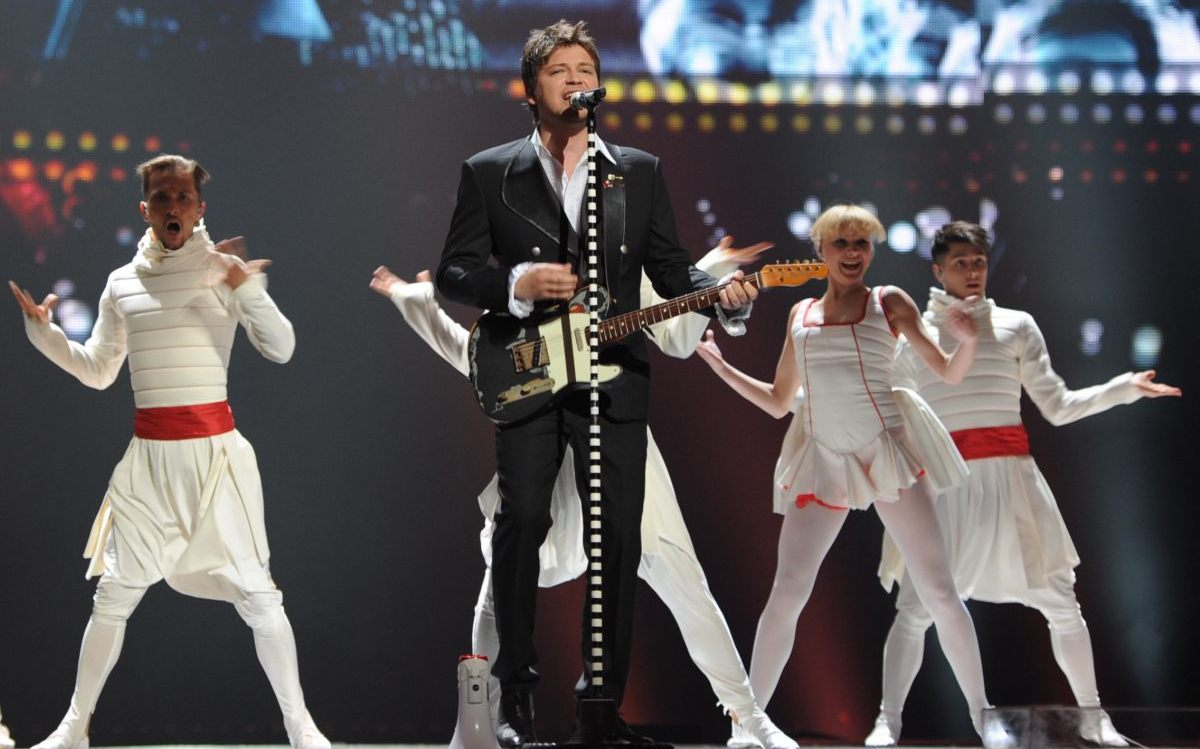
Vlatko Ilievski la Düsseldorf (2011)

| An   | Locație    | Artist                 | Titlu                                       | Finală           | Puncte           | Semi   | Puncte |
| ---- | ---------- | ---------------------- | ------------------------------------------- | ---------------- | ---------------- | ------ | ------ |
| 1996 | Oslo       | Kaliopi                | "Samo Ti" (Само ти)                         | Nu s-a calificat | Nu s-a calificat | 26     | 14     |
| 1998 | Birmingham | Vlado Janevski         | Ne Zori , Zoro                              | 19               | 16               |        |        |
| 2000 | Stockholm  | XXL                    | 100% Te Ljubam                              | 15               | 29               |        |        |
| 2002 | Tallinn    | Karolina Gočeva        | Od Nas Zavisi                               | 19               | 25               |        |        |
| 2004 | Istanbul   | Toše Proeski           | Life                                        | 14               | 44               | 10     | 71     |
| 2005 | Kiev       | Martin Vučić           | Make my day                                 | 17               | 52               | 9      | 97     |
| 2006 | Atena      | Elena Risteska         | Ninanajna                                   | 12               | 56               | 10     | 76     |
| 2007 | Helsinki   | Karolina Gočeva        | Mojot svet                                  | 14               | 73               | 9      | 97     |
| 2008 | Belgrad    | Tamara, Vrčak y Adrian | Let me love you                             | Nu s-a calificat | Nu s-a calificat | 10     | 64     |
| 2009 | Moscova    | Next time              | Nešto što kje ostane                        | Nu s-a calificat | Nu s-a calificat | 10     | 45     |
| 2010 | Oslo       | Gjoko Taneski          | Jas ja imam silata                          | Nu s-a calificat | Nu s-a calificat | 15     | 37     |
| 2011 | Düsseldorf | Vlatko Ilievski        | Rusinka                                     | Nu s-a calificat | Nu s-a calificat | 16     | 36     |
| 2012 | Baku       | Kaliopi                | "Crno i belo" (Црно и бело)                 | 13               | 71               | 9      | 53     |
| 2013 | Malmö      | Esma & Lazano          | „Pred da se razdeni” („Пред да се раздени”) | Nu s-a calificat | Nu s-a calificat | 16     | 28     |
| 2014 | Copenhaga  | Tijana Dapčević        | "To The Sky"                                | Nu s-a calificat | Nu s-a calificat | 13     | 33     |
| 2015 | Viena      | Daniel Kajmakoski      | "Autumn Leaves"                             | Nu s-a calificat | Nu s-a calificat | 15     | 28     |
| 2016 | Stockholm  | Kaliopi                | "Dona"                                      | Nu s-a calificat | Nu s-a calificat | 11     | 88     |
| 2017 | Kiev       | Jana Burčeska          | "Dance Alone"                               | Nu s-a calificat | Nu s-a calificat | 15     | 69     |
| 2018 | Lisabona   | Eye Cue                | "Lost and Found"                            | Nu s-a calificat | Nu s-a calificat | 18     | 24     |
| 2019 | Tel Aviv   | Tamara Todevska        | "Proud"                                     | 7                | 305              | 2      | 239    |
| 2020 | Rotterdam  | Vasil                  | "You"                                       | Anulat           | Anulat           | Anulat | Anulat |
| 2021 | Rotterdam  | Vasil                  | "Here I Stand"                              | Nu s-a calificat | Nu s-a calificat | 15     | 23     |
| 2022 | Torino     | Andrea                 | "Circles"                                   | Nu s-a calificat | Nu s-a calificat | 11     | 76     |